# Haló efekt
Haló efekt (z angličtiny halo; z latiny effectus = způsobený, výsledný; v latině effectum = účinek, dosah) je termín amerického behavioristického psychologa E. L. Thorndika, který označuje druh sociální percepce, globální chybu v posuzování lidí, když jsou posuzováni podle celkového dojmu, kterým na nás určitý jedinec zapůsobil – ať už kladným nebo záporným. Dochází k převládnutí prvního nebo nejsilnějšího dojmu, takže ten pak potlačí všechny ostatní vjemy, čímž brání jejich správnému rozlišení a zhodnocení. Pokud je např. první celkový dojem o člověku příznivý, později se celé jeho chování, rysy a jednání hodnotí kladně. V případě záporného dojmu se na jednání člověka dívá prioritně záporně. Je založen na zjednodušujících a zobecňujících předsudcích. Haló-efekt je jednou z chyb prvního dojmu a může určovat rozvíjení laické psychologie, tedy posuzování vnímané osoby. Spíše bychom však tento efekt měli označovat za laickou chybu v sociální percepci osob.
Mezi další takové laické chyby v sociální percepci patří například implicitní teorie osobnosti (H. Kelley)  nebo efekt mírnosti a shovívavosti (J. S. Bruner a R. Taguiri, 1954). Jeho podstata spočívá v tom, že u sympatických osob subjekt pozitivní vlastnosti přeceňuje a negativní podceňuje.

## Management
Krizoví manažeři věří v hodnotu pověsti organizace před krizí. Ta by mohla vytvořit haló efekt, který organizaci během krize chrání. Pokud má organizace před krizí dobrou reputaci, je méně pravděpodobné, že bude během krize poškozena.
Dvě možná vysvětlení haló efektu v krizi:
1. Haló efekt jako výhoda pochybností - Předchozí dobrá pověst ovlivní současnou důvěryhodnost organizace, na organizaci je díky haló efektu kladena menší odpovědnost za krizi.
2. Haló efekt jako štít - Haló efekt chrání celou organizaci, důraz je kladen na pozitiva a negativní informace jsou ignorovány.

## Vzdělávání
Haló efekt se také objevuje ve vzdělávání. Učitelé podléhají haló efektu při hodnocení žáků. Klidné a spořádané chování pro ně může naznačovat chytrého žáka, kterého poté řadí mezi nadané studenty bez objektivního zhodnocení jeho dovedností. V tomto případě má haló efekt vliv i na známky studentů. K podobnému haló efektu dochází i na pracovišti.

## Fyzický appeal
Fyzický appeal člověka také produkuje haló efekt. Díky mnohostranné povaze lze přitažlivost soudit z mnoha úhlů pohledu. Jak vypadáme, má velký vliv na to, jak jsme vnímáni. Například atraktivní lidé mohou působit jako inteligentní. Joel T. Wade a Cristina DiMaria ve své studii uvádějí, že přitažlivost člověka je ovlivněna mnoha specifickými vlastnostmi.
Haló efekt můžeme pozorovat i online, konkrétně u falešných profilových fotografií. Pokud je profilová fotografie atraktivní, má vliv na člověka i přes to, že si uvědomuje její nepravost. To je podle studie Petera M. Baka případ převážně mužů hodnotících profily žen. Ženy jsou naopak více odolné automatickému hodnocení založenému na fotografii.